# مانويل كانتيرو
مانويل كانتيرو (بالإسبانية: Manuel Cantero)‏ (27 سبتمبر 1973 في إسبانيا - ) هو لاعب كرة قدم إسباني في مركز حراسة المرمى. لعب مع نادي بطليوس ونادي بورغوس ونادي سبتة ونادي كاستييون وAD Cerro de Reyes ‏ وSporting Villanueva Promesas ‏ ويكلانو ديبورتيفو وJerez CF ‏ ونادي ميريدا ونادي مريدا ونادي ماردة ‏.

## وصلات خارجية
- مانويل كانتيرو على موقع قاعدة بيانات كرة القدم.إي يو (الإنجليزية)